# 1450 Raimonda
1450 Raimonda è un asteroide della fascia principale del diametro medio di circa 14,88 km. Scoperto nel 1938, presenta un'orbita caratterizzata da un semiasse maggiore pari a 2,6138932 UA e da un'eccentricità di 0,1698608, inclinata di 4,86543° rispetto all'eclittica.
L'asteroide è dedicato all'astronomo olandese Jean Jacques Raimond (1903-1961).